# راسينغ لويفيل
راسينغ لويفيل هو نادي أمريكي لكرة قدم للسيدات من مدينة لويفيل،تأسس النادي في 2019  وأنضم لالدوري الوطني لكرة القدم للسيدات في موسم 2021.